# Lichtenau (Rastatti járás)
Lichtenau település Németországban, azon belül Baden-Württembergben. Lakosainak száma 5051 fő (2023. december 31.). Lichtenau Rheinau, Rheinmünster és Bühl községekkel határos.

## Népesség
A település népessége az elmúlt években az alábbi módon változott:
| Lakosok száma | 3716 | 3835 | 4067 | 4027 | 4142 | 4703 | 4965 | 5053 | 4893 | 5051 |
|               | 1961 | 1967 | 1974 | 1980 | 1987 | 1993 | 2000 | 2006 | 2013 | 2023 |